# مملكة المجر (1301-1526)
في أواخر العصور الوسطى، شهدت مملكة المجر، وهي دولة تقع في أوروبا الوسطى، فترة خلو العرش (فترة تنظيم الحكومة) في أوائل القرن الرابع عشر. استُعيدت السلطة الملكية في عهد كارولي الأول (منذ عام 1308 حتى عام 1342)، سليل آل أنجو الكابيتيون. افتُتحت مناجم الذهب والفضة في عهده، إذ أنتجت حوالي ثلث إجمالي الإنتاج العالمي حتى عام 1490. بلغت المملكة ذروة قوتها في عهد ابنه لايوش الكبير (1342–1382) الذي قاد حملات عسكرية ضد ليتوانيا وجنوب إيطاليا ومناطق أخرى بعيدة.
وصل توسع الدولة العثمانية إلى مملكة المجر التي كانت تحت قيادة سيغيسموند لوكسمبورغ (1387-1437)؛ في العقود التالية قاد القائد العسكري الموهوب يوحنا هونياد، القتال ضد العثمانيين. أدى انتصاره في ناندورفهيرفار (بلغراد الحالية، صربيا) في عام 1456 إلى استقرار الحدود الجنوبية لأكثر من نصف قرن. كان ماتياس كورفينوس (1458-1490) أول ملك للمجر لا ينتسب إلى سلالة حاكمة، وقاد العديد من الحملات العسكرية الناجحة وأصبح أيضًا ملكًا على بوهيميا ودوق النمسا. برعايته أصبحت المجر أول دولة تتبنى عصر النهضة من إيطاليا.

## خلفية
نشأت مملكة المجر عندما توج إسطفان الأول، الأمير الأكبر للمجر، ملكًا في عام 1000 أو 1001. وعزز السلطة المركزية وأجبر رعاياه على قبول المسيحية. على الرغم من أن المصادر المكتوبة تؤكد على الدور الذي لعبه الفرسان ورجال الدين الألمان والإيطاليون في هذه العملية، فإن جزءًا كبيرًا من المفردات المجرية للزراعة والدين والدولة مأخوذ من اللغات السلافية. أدت الحروب الأهلية والانتفاضات الوثنية والمحاولات غير الناجحة للأباطرة الرومان المقدسين لتوسيع سلطتهم على المجر إلى تعريض النظام الملكي الجديد للخطر. استقر موقعها في عهد لازلو الأول (1077-1095) وكالمان (1095-1116). بعد أزمة الخلافة في كرواتيا والتي كانت نتيجة لحملتهم، دخلت مملكة كرواتيا في اتحاد مع مملكة المجر في عام 1102. اعتُبر كل منهما على أنهما خليفة بموجي حقوق وراثية،s إذ توّج كالمان في بيوغراد في 1102 وطالب كالمان بعد ذلك بلقب ملك المجر ودالماتيا وكرواتيا.[بحاجة لمصدر]
أصبحت المملكة الغنية بالأراضي غير المزروعة ورواسب الفضة والذهب والملح، هدفًا مفضلًا للهجرة المستمرة للألمان والإيطاليين والفرنسيين إليها. كان المسافرون في الغالب من الفلاحين الذين استقروا في القرى، ولكن أيضًا وصل عدد كبير من سكان المدينة كحرفيين وتجار. ساهم وصولهم في تطوير إسترغوم وسيكيسفيهير والعديد من المدن الأخرى وعدد كبير من القرى في أجزاء مختلفة من المملكة. تقع المجر على مفترق طرق التجارة الدولية، وتأثرت بالعديد من الاتجاهات الثقافية. تثبت المباني الرومانية والقوطية وعصر النهضة والأعمال الأدبية المكتوبة باللاتينية الطابع الروماني الكاثوليكي السائد لثقافة المملكة، لكن كان يوجد أيضًا أقليات عرقية أرثوذكسية وحتى غير مسيحية أيضًا. كانت اللاتينية هي لغة التشريع والإدارة والقضاء، لكن ساهمت التعددية اللغوية في بقاء عدد من اللغات، بما في ذلك مجموعة كبيرة ومتنوعة من اللهجات السلافية.
ضمنت هيمنة العقارات الملكية في البداية المكانة البارزة للسيادة، لكن نقل ملكية الأراضي الملكية أدى إلى ظهور مجموعة واعية بذاتها من أصحاب الأراضي الأقل. أجبروا أندرو الثاني على إصدار كتابه الثور الذهبي عام 1222، «أحد الأمثلة الأولى للقيود الدستورية الموضوعة على سلطات ملك أوروبي (فرانسيس فوكوياما». تلقت المملكة ضربة قوية من الغزو المغولي خلال عامَي 1241-1242. بعد ذلك استقرت مجموعات كومان وجاسيك في الأراضي المنخفضة الوسطى ووصل المستعمرون من مورافيا وبولندا ودول أخرى مجاورة.

## فترة خلو العرش (منذ عام 1301 حتى عام 1323)
توفي أندراس الثالث في 14 يناير 1301. خلق موته فرصة لنحو اثني عشر من اللوردات، أو «الأوليغارشية»، الذين كانوا قد حققوا في ذلك الوقت الاستقلال الفعلي للملك لتعزيز استقلاليتهم. واستحوذوا على جميع القلاع الملكية في عدد من المقاطعات، وبذلك اضطر الجميع إما لقبول تفوقهم أو المغادرة. على سبيل المثال، حكم ماثيو الثالث كساك أكثر من أربعة عشر مقاطعة في الأراضي التي تشكل الآن سلوفاكيا، وكان لازلو يدير ترانسيلفانيا، وسيطر أوغرين كساك على مناطق واسعة بين نهري سزافا ودرافا. في كرواتيا، أصبح وضع التاج أكثر خطورة، فقد حقق نائب الملك بول يوبيتش وعائلة بابونيتش استقلالًا فعليًا، حتى أن بول يوبيتش سك عملته الخاصة، وأسماه المؤرخون الكرواتيون المعاصرون «ملك الكروات غير المتوج».
عند وفاة أندراس الثالث، دعا نائب الملك يوبيتش كارولي أنجو، ابن الراحل كارلو مارتل، للمطالبة بالعرش، وسارع إلى إزترغوم حيث توج ملكًا. ومع ذلك، عارض معظم اللوردات العلمانيين حكمه واقترحوا العرش على الملك نجل فاكلاف الثاني ملك بوهيميا الذي يحمل الاسم نفسه. لم يستطع لازلو الشاب تقوية حكمه وتنازل عنه لصالح أوتو الثالث دوق بافاريا عام 1305. أُجبر الأخير على مغادرة المملكة عام 1307 بواسطة لازلو كان. أقنع المندوب البابوي جميع اللوردات بقبول حكم كارولي أنجو عام 1310، لكن بقيت معظم المناطق خارج السيطرة الملكية.
بمساعدة الأساقفة وعدد من النبلاء، أطلق كارولي الأول سلسلة من الحملات ضد اللوردات العظام. مستغلًا عدم الوحدة بينهم، وانتصر عليهم واحدًا تلو الآخر. حقق أول انتصار له في معركة روزغوني (روزانوفتشيه الحالية، سلوفاكيا) في عام 1312. ومع ذلك، حافظ ماثيو شاك، أقوى اللوردات، على استقلاليته حتى وفاته عام 1321، في حين أُخضعت عائلتي بابوني وأوبيك فقط في عام 1323.